# Contracción auricular prematura
Una contracción auricular prematura es uno de los trastornos del ritmo cardíaco, benigno, caracterizado por un latido prematuro en la aurícula, una de las cámaras del corazón. Estas se diferencias de la contracción ventricular prematura en que no suelen requerir tratamiento médico. Quienes han experimentado una extrasístole auricular refieren sentir que su corazón se detiene o que se salta un latido.

## Etiología
En muchos casos los médicos consultados por este tipo de palpitaciones no pueden determinar la causa de la misma. Algunas células en el corazón, conocidos como focos ectópicos, empiezan a disparar impulsos poco antes del ritmo cardíaco esperado. Esto ocurre a nivel del nodo sinusal, en la aurícula cardíaca. Estas pueden ser células que están enfermas, han sido lesionados por un virus, o se ven afectados por alguna causa no determinada. La contracción auricular prematura puede ocurrir después de la cardioversión.

## Diagnóstico
Por lo general, un médico podría solicitar un electrocardiograma Holter, o monitor de eventos cardiacos que la persona lleva por varias horas. Sin un electrocardiograma no es posible determinar la existencia de una extrasístole auricular. Una vez que se ha demostrado una contracción prematura, la persona puede ser referido a un cardiólogo quien puede realizar más pruebas para determinar si el corazón está dañado o se ha deteriorado. Si el corazón está sano, simples cambios de estilo de vida pueden alterar o impedir la ocurrencia de los extrasístoles auriculares. El hacer ejercicio, comer bien, la reducción de consumo de licor y cafeína y la reducción de los niveles de estrés son las formas más eficaces de reducir este tipo de sucesos.

### ECG
Una contracción auricular prematura por lo general aparece en el ECG y se caracteriza por:
- un complejo QRS normal
- una onda T de repolarización normal (no invertida)
- una extraña y deforme despolarización de la onda P

## Pronóstico
En casos raros, pueden desencadenar una arritmia más grave, como un aleteo auricular o fibrilación auricular. Esto es rara vez visto en un corazón sano, pero si se da la atención médica debe ser buscada para encontrar lo que causó el trastorno y qué medidas se pueden tomar para solucionarlo. A diferencia de una CVP, no se pone en peligro el sistema hemodinámico del sujeto, debido a la conducción en todo momento es a través del nodo AV y los ventrículos del corazón se activan en una secuencia normal.